# Robert I, Duce de Normandia
Robert Magnificul (franceză le Magnifique) (n. 22 iunie 1004, Normandia, Guernsey – d. 3 iulie 1035, Niceea, provincia Bursa, Turcia), a fost Duce de Normandia din 1027 până la moartea sa.  Din cauza incertitudinii asupra numerotării ducilor de Normandia el este numit de obicei Robert I, însă uneori și Robert al II-lea, strămoșul său Rollo fiind considerat Robert I. El a fost tatăl lui William Cuceritorul care a devenit în anul 1066 rege al Angliei și a fondat Casa de Normandia.

## Viața
El a fost fiul lui Richard al II-lea, Duce de Normandia și a lui Judith, fiica lui Conan I, Duce de Britania. De asemenea, el a fost nepot al lui Richard I, Duce de Normandia, strănepot al lui William I de Normandia și stră-strănepot al lui Rollo, vikingul care a fondat Normandia. Înainte să moară, Richard al II-lea a decis ca fiul său cel mare, Richard al III-lea să-i succeadă, în timp ce al doilea fiu al său, Robert, urma să devină conte de Hiémois. În august 1026 tatăl lor, Richard al II-lea, a murit și Richard al III-lea a devenit duce, însă foarte curând Robert s-a ridicat împotriva fratelui său; ulterior a fost învins și obligat să jure fidelitate fratelui său mai mare, Richard.

### Domnia timpurie
Când Richard al III-lea a murit un an mai târziu au existat suspiciuni că Robert a avut de-a face cu moartea lui. Deși nimic nu a putut fi dovedit, Robert a avut cel mai mult de câștigat. Războiul civil pe care Robert l-a dus împotriva fratelui său a cauzat instabilitate în ducat. Războaie private aveau loc între baronii învecinați. Acest lucru a dus la o nouă aristocrație care a rezultat în Normandia în timpul domniei lui Robert. În această perioadă mulți din mica nobilime au părăsit Normandia să-și caute norocul în sudul Italiei și în altă parte. Curând după asumarea ducatului, probabil din răzbunare pentru sprijinirea fratele său împotriva lui, Robert I a adunat o armată împotriva unchiului său, Robert, arhiepiscop de Rouen și conte de Évreux. Un armistițiu temporar i-a permis unchiul său să plece în exil, dar aceasta a dus la un edict de excomunicare pentru toată Normandia, care a fost ridicat numai atunci când arhiepiscopul Robert a fost lăsat să se întoarcă și comitatul său a fost restaurat. Robert a atacat și un alt cleric puternic, vărul său Hugo III d'Ivry, episcop de Bayeux, pe cate l-a alungat din Normandia pentru o perioadă de timp. Robert a confiscat o serie de proprietăți bisericești aparținând abației Fecamp.

### Politica externă
În ciuda necazurile lui interne Robert a decis să intervină în războiul civil din Flandra dintre Balduin al V-lea, Conte de Flandra și tatăl său Baldwin al IV-lea.. Balduin al V-lea, susținut de regele Robert al II-lea al Franței, socrul său, a fost convins să facă pace cu tatăl său în 1030 când Ducele Robert promisese bătrânului Balduin sprijinul său militar considerabil.
Robert l-a adăpostit pe Henric I al Franței împotriva mamei sale, regina Constance, care l-a favorizat pe fiul ei mai mic, Robert, să acceadă la tronul Franței după moartea regelui Robert al II-lea. Pentru ajutorul lui Henric I l-a răsplătit pe Robert cu Vexinul francez. La începutul anilor 1030, Alan al III-lea, Duce de Bretania, a început extinderea influenței sale din zona Rennes. Robert a montat o campanie majoră împotriva vărului său Alan al III-lea. Alan a apelat la unchiul lor arhiepiscopul Robert de Rouen, care a intermediat pacea dintre Ducele Robert și vasalul său Alan al III-lea.

## Copii
Cu metresa sa Herleva de Falaise, el a fost tatăl lui:
- William Cuceritorul (c. 1028–1087).[14]

Cu Herleva sau altă posibilă concubină el a fost tatăl:
- Adelaide de Normandia, care s-a căsătorit prima dată cu Enguerrand al II-lea de Ponthieu.[15] A doua oară s-a căsătorit cu Lambert al II-lea de Lens și a treia oară cu Odo al II-lea de Champagne.[16]